# Пол Ґудман
Пол Ґудман (англ. Paul Goodman; 9 вересня 1911, Нью-Йорк, США — 2 серпня 1972, Нью-Гемпшир, США) — американський романіст, драматург, поет і психотерапевт. Сьогодні найбільш відомий як соціальний критик, філософ, анархіст та інтелектуал. 
Як «філософ нових лівих», Ґудман був активістом пацифізму лівого руху в 1960-х (відмова від насильства) і натхненником студентських рухів альтернативної культури того часу.
Як психотерапевт є одним із засновників ґештальт-терапії в 1940-х і 1950-х роках.
Пол Ґудман був відкритим бісексуалом, що викликало багато труднощів в його житті та роботі. 